# 23 settembre
Il 23 settembre è il 266º giorno del calendario gregoriano (il 267º negli anni bisestili). Mancano 99 giorni alla fine dell'anno. È sovente il 1º giorno d'autunno, anche se l'equinozio autunnale può verificarsi, più raramente, il 22 settembre.
Il Sole entra nel segno astrologico della Bilancia.

## Eventi
- 480 a.C. (solo secondo fonti limitate) Battaglia navale di Salamina, vinta dai greci, durante le guerre persiane
- 1122 – Viene stipulato il Concordato di Worms che pone fine alla Lotta per le investiture
- 1459 – Battaglia di Blore Heath. Prima grande battaglia della guerra delle due rose, combattuta a Blore Heath, nello Staffordshire (Inghilterra)
- 1642 – Primi test di ammissione all'Università di Harvard
- 1779 – La USS Bonhomme Richard, comandata da John Paul Jones, vince una battaglia contro le navi da guerra britanniche HMS Serapis e Countess of Scarborough al largo della costa inglese
- 1780 – John André viene arrestato come spia da soldati americani
- 1803 – India: battaglia di Assaye
- 1806 – Meriwether Lewis e William Clark fanno ritorno dopo aver esplorato il Pacifico nord-occidentale
- 1845 – Il Knickerbocker Baseball Club, prima squadra professionistica di baseball, viene fondato a New York
- 1846 – Scoperta di Nettuno da parte dell'astronomo francese Urbain Jean Joseph Le Verrier e dell'astronomo britannico John Couch Adams; verificata dall'astronomo tedesco Johann Gottfried Galle
- 1868 – Porto Rico dichiara l'indipendenza dalla Spagna; la sommossa sarà però facilmente repressa dal governo spagnolo
- 1875 – William Bonney ("Billy the Kid") viene arrestato per la prima volta
- 1884 – Herman Hollerith brevetta la sua addizionatrice meccanica
- 1889 – La Nintendo è fondata a Kyoto da Yamauchi Fusajiro.
- 1907 – Si apre a Pistoia la prima Settimana sociale dei cattolici italiani
- 1910 – Jorge Chavez Dartnell compie la prima trasvolata delle Alpi, da Briga a Domodossola, a bordo di un Blério
- 1922 – L'atto di costruzione del porto marino di Gdynia viene approvato dal parlamento polacco
- 1932 – Il Regno dell'Hegiaz e del Neged viene ribattezzato Regno dell'Arabia Saudita
- 1943
  - Seconda guerra mondiale: nasce ufficialmente la Repubblica di Salò
  - Seconda guerra mondiale: Benito Mussolini torna in Italia, alla Rocca delle Caminate
  - Seconda guerra mondiale: Salvo D'Acquisto si offre in cambio della vita di 22 civili rastrellati dai tedeschi per rappresaglia contro un attentato compiuto il giorno prima, viene fucilato a Roma, in località Torrimpietra. Riceverà la Medaglia d'oro al valor militare
  - Termina l'Eccidio di Nola da parte delle truppe tedesche della Fallschirm-Panzer-Division 1 "Hermann Göring"
- 1951 - Viene inaugurato il Museo nazionale d'Abruzzo con sede nel Forte spagnolo dell'Aquila
- 1973 – Juan Domingo Perón ritorna al potere in Argentina
- 1981 – Jack Henry Abbott, autore di best seller, viene arrestato per omicidio
- 1983 – Saint Kitts e Nevis entra nelle Nazioni Unite
- 1991 – L'Armenia (dichiaratasi indipendente fin dall'agosto 1990) diventa ufficialmente una nazione indipendente
- 1993 – Sonic the Hedgehog CD viene pubblicato dalla Sega Mega CD in Giappone
- 1999 – La NASA annuncia di aver perso il contatto con il Mars Climate Orbiter
- 2002 – Nasce Mozilla Firefox (Phoenix) versione 0.1
- 2011 - Un team di ricercatori del Large Hadron Collider (Lhc) del CERN di Ginevra e del Laboratorio nazionale del Gran Sasso (LNGS) annuncia, nell'ambito dell'esperimento OPERA, di aver rilevato, in un fascio di neutrini, una velocità maggiore di quella della luce.

## Nati
Ci sono circa 1 220 voci su persone nate il 23 settembre; vedi la pagina Nati il 23 settembre per un elenco descrittivo o la categoria Nati il 23 settembre per un indice alfabetico.

## Morti
Ci sono circa 500 voci su persone morte il 23 settembre; vedi la pagina Morti il 23 settembre per un elenco descrittivo o la categoria Morti il 23 settembre per un indice alfabetico.

## Feste e ricorrenze

### Civili
Internazionali:
- Giornata mondiale dell'orgoglio bisessuale
- Giornata internazionale delle lingue dei segni

Nazionali:
- Arabia Saudita – Festa nazionale

### Religiose
Cristianesimo:
- San Pio da Pietrelcina, presbitero e frate cappuccino
- Sant'Adamnano di Iona, abate
- Sant'Ælfwald I di Northumbria, re e martire
- Santi Andrea, Giovanni, Pietro e Antonio, martiri
- San Costanzo di Ancona
- Santi Cristoforo, Antonio e Giovanni, adolescenti, protomartiri del Messico
- Sant'Elisabetta, madre di Giovanni Battista
- San Lino, papa e martire
- Santa Rebecca, moglie di Isacco
- San Sossio di Miseno, martire
- Santa Tecla di Iconio, martire
- Santa Ulpia Vittoria, martire venerata a Chiusi
- San Zaccaria, padre di Giovanni Battista
- Beato Alfonso da Burgos, mercedario
- Beata Bernardina Jabłońska, cofondatrice delle Suore albertine serve dei poveri
- Beata Elena Duglioli, vedova
- Beata Émilie Tavernier Gamelin, fondatrice delle Suore della Provvidenza
- Beato Francisco de Paula Victor, sacerdote
- Beato Giuseppe Stanek, sacerdote pallottino, martire
- Beato Guglielmo Way, martire
- Beato Pietro Acotanto, monaco
- Beate Purificazione di San Giuseppe Ximenez Ximenez e Maria Giuseppa di Santa Sofia Del Rio Messa, vergini e martiri
- Beata Sofia Ximenez Ximenez, madre di famiglia, martire
- Beato Vincenzo Ballester Far, sacerdote e martire

Religione romana antica e moderna:
- Apollo al Teatro di Marcello
- Marte
- Nettuno in Campo Marzio
- Natale del divo Augusto